# Caturiger
Die Caturiger  (lateinisch Caturiges; altgriechisch Κατόριγες) waren ein keltischer Stamm in den Cottischen Alpen und lebten im Tal des Flusses Druentia (heute: Durance). Sie kontrollierten den wichtigen Alpenpass über den Mont Genèvre, der vom südlichen Gallien in die Poebene führt. Der Vorort Eburodunum (heute: Embrun) war ein vorrömisches Oppidum auf einem hohen Felsplateau über der Druentia. Dieses Oppidum wurde während der Römerzeit zur Stadt ausgebaut. Eine andere wichtige Stadt der Caturiger war Caturigomagos (heute: Chorges).
Im Jahre 58 v. Chr. versuchten die Caturiger zusammen mit den Veragrern, Ceutronen und Nantuaten Julius Cäsar daran zu hindern, in Gallien einzumarschieren um gegen die Helvetier zu kämpfen, wurden aber besiegt. Unter Kaiser Augustus wurden sie während der Alpenfeldzüge (25–15 v. Chr.) von Drusus und Tiberius unterworfen und in die Provinz Alpes Cottiae eingegliedert. Kaiser Diokletian (284–305) teilte sie dann der Provinz Alpes Maritimae zu.
Ob ein Zusammenhang mit dem helvetischen Kriegs- und Stammesgott Caturix besteht, bleibt ungewiss. Auffallend ist, dass zwei Inschriften an Caturix in Yverdon gefunden wurden, der zur Römerzeit wie der caturigische Vorort Eburodunum hieß. Der gallische Name Caturiges bedeutet »Kampfkönige« und Eburodunum bedeutet »Eibenburg«.